# Luis Quirós Arias
Luis Quirós Arias (Tomelloso, 4 de abril de 1893-Alcázar de San Juan, 7 de mayo de 1940) fue un escritor, pintor y político español.

## Biografía
Su padre fue el veterinario Alfonso Quirós. Él se licenció en Derecho en 1915, pero no llegó a ejercer, y se dedicó al cultivo de sus viñedos y a la producción de su propio vino para ganarse la vida. Tocaba el piano y era fotógrafo aficionado. Fue amigo personal del escritor y político valenciano Vicente Blasco Ibáñez, a quien visitó en Mentón (Francia). Este le prometió prologar su libro inédito de poesía Riberas latinas, pero falleció antes de poder cumplir su promesa y Quirós asistió a su entierro en Francia y al traslado de sus restos a Valencia. Fundó en Tomelloso el partido Izquierda Republicana, y mantuvo estrecha relación con Manuel Azaña, Niceto Alcalá Zamora, Alejandro Lerroux y Melquíades Álvarez, así como con los pintores Joaquín Sorolla y Julio Romero de Torres. Aunque colaboró asiduamente en la prensa, solo publicó un libro en vida, Mi homenaje a Blasco Ibáñez (1934). Se casó con Pilar Gómez López, de la que tuvo cuatro hijas. Fue concejal de Tomelloso durante un año, pero lo dejó porque no le gustaba. En 1933 optó infructuosamente a un escaño en el Congreso. Fue nombrado en la primavera de 1936 Delegado Provincial de Bellas Artes a propuesta de Augusto Barcia Trelles. Luego recibió las órdenes de ocupar la presidencia del Comité de Defensa de la República de Tomelloso. En ese cargo libró de la muerte a numerosos derechistas, entre ellos un consejero de Falange y un requeté. Era amigo de la escritora Rosa Arciniega y del padre del escritor Francisco García Pavón; este le alertó para que abandonara Tomelloso al terminar la guerra civil, pero no lo hizo y fue detenido a principios de abril de 1939. Fusilado el día 7 de mayo de 1940, su cuerpo fue  llevado a una fosa común. Se conserva numerosa correspondencia y dibujos suyos hechos en la cárcel. Las muchas personas de derechas que libró de la muerte no hicieron nada para librarlo a su vez de lo que fue una más entre tantas ejecuciones represivas del genocidio franquista. Dejó inéditos varios libros que se publicaron póstumos con la llegada de la democracia: Acerca de Luis Quirós, Artículos Periodísticos, Poemario y Riberas Latinas (Tomelloso, 2004).
Pintor autodidacta, de su abundante obra solo han quedado varios retratos (Carrañaca, Las Terreras, El Suspiro, Las Azafraneras, Juan Peseta, La Esclava, Cándida, Angelita Alarcón, autorretratos...). Colaboró en El Ciudadano y El Pueblo (diario republicano valenciano fundado por Blasco Ibáñez), así como en América Latina, Prensa Gráfica, Júpiter, La Verdad, El Progreso y El Liberal, entre otros.

## Obras
- Mi homenaje a Blasco Ibáñez, Tomelloso, 1934.
- Artículos periodísticos de Luis Quirós y Arias. Madrid: Mercedes Quirós Gómez, 2007.
- Riberas latinas, 2004.
- Poemario, 2004